# Not Fade Away
«Not Fade Away» —en español: «No va desapareciendo»— es una canción acreditada a Buddy Holly y Norman Petty (aunque se dice que Petty no ha participado en la escritura de la misma).
La versión de Holly se encuentra en el puesto 107 en la lista de las 500 mejores canciones de todos los tiempos según Rolling Stone por la revista Rolling Stone.
«Not Fade Away» fue primero grabado por la banda The Crickets en Clovis, Nuevo México, en mayo de 1957, junto a también «Everyday». El ritmo de la canción es uno de los ejemplos clásicos del Bo Diddley beat.
Allison, el mejor amigo de Buddy Holly, también ha reclamó derechos de autor por haber escrito parte de la canción, aunque su nombre nunca apareciera en los créditos.
«Not Fade Away» fue lanzada en el lado B del sencillo «Oh, Boy!» por Brunswick con el catálogo 55035, dicho sencillo llegó al puesto n.º 10 en Estados Unidos y n.º 3 en el Reino Unido, y también ha sido incluida como la segunda canción del álbum debut The "Chirping" Crickets.
En 1964, la canción fue publicada en sencillo, como lado B de «Maybe Baby», por Coral y con el catálogo 62407.

## Versión de The Rolling Stones
La versión de The Rolling Stones de «Not Fade Away», con un fuerte ritmo al estilo Bo Diddley, fue un gran éxito en el Reino Unido en 1964. Fue el lado A del primer sencillo estadounidense de la banda.
La canción fue uno de sus primeros éxitos de la banda. Grabada en enero de 1964 y publicado por Decca Records el 21 de febrero de 1964, con «Little by Little» como el lado B, fue su primer Top 5 en el Reino Unido, alcanzando el puesto # 3.
En marzo de 1964 fue también el primer sencillo de la banda lanzado en Estados Unidos, bajo el sello London Records junto con «I Wanna Be Your Man» como el lado B (había sido precedido brevemente por «Stoned» como lado B pero esto fue retirado rápidamente). El sencillo alcanzó el número 48 en el Billboard Hot 100 de Estados Unidos. También alcanzó el número 44 en la lista de sencillos de la revista Cash Box y el número 33 en Australia basado en el Kent Music Report.
«Not Fade Away» no fue incluida en la versión británica de su álbum debut, The Rolling Stones, sino que fue la pista de apertura de la versión estadounidense, lanzada un mes después como England's Newest Hitmakers. Fue un pilar de los conciertos de la banda en sus primeros años, por lo general la apertura de los espectáculos. Fue revivido como la canción de apertura en el Voodoo Lounge Tour de la banda, en 1994 y 1995.

### Personal
Acreditado:
- Mick Jagger: voz, percusión.
- Keith Richards: guitarra eléctrica.
- Brian Jones: guitarra eléctrica, armónica, percusión.
- Bill Wyman: bajo.
- Charlie Watts: batería.

### Posicionamiento en las listas
| Listas (1964)                         | Mejor posición |
| ------------------------------------- | -------------- |
| Australia (Kent Music Report)         | 33             |
| Canadá (CHUM Chart)                   | 22             |
| Estados Unidos (Billboard Hot 100)    | 48             |
| Estados Unidos (Cash Box Top 100]     | 44             |
| Estados Unidos (Record World Top 100) | 58             |
| Irlanda (IRMA)                        | 5              |
| Reino Unido (UK Singles Chart)        | 3              |

## Versiones de otros artistas
«Not Fade Away» ha sido interpretada por varios artistas de diferentes géneros musicales. El grupo canadiense Rush también utilizó esta canción para publicarla como primer sencillo en 1973. Hasta ahora, el tema no ha sido publicado en ningún CD compilatorio oficial de la banda.
Otros músicos que alguna vez grabaron esta canción son Grateful Dead, Steve Hillage, Bruce Springsteen, The Byrds, Bob Dylan, Tom Petty, The Supremes, Deep Purple, Jon Bon Jovi, Def Leppard, Patti Smith, Stevie Nicks y James Taylor.